# Marc Macaulay
Marc Macauley (* 13. Oktober 1957 in Millinocket, Maine) ist ein US-amerikanischer Schauspieler.

## Leben
Macauley wurde im Bundesstaat Maine geboren und wuchs auch dort auf. Er schloss seine Ausbildung mit einem Bachelor of Arts in Theaterwissenschaften ab.
Seit den 1980er Jahren spielte Macauley in diversen Fernsehserien mit. Bekannte darunter waren Miami Vice (1985) und die Sci-Fi-Serie SeaQuest DSV (1994). Er war der einzige Darsteller, der sowohl in der Fernsehserie von Miami Vice sowie dem Film Miami Vice von 2006 mitwirkte.
Daneben agierte er auch immer wieder in Kinofilmen in Nebenrollen. Bekannte Filme, in denen er zu sehen war, sind Monster, Die Vorahnung, Palmetto – Dumme sterben nicht aus, Passagier 57 und The Punisher. Zu seinen bevorzugten Rollen zählten oftmals Handlanger oder Polizisten.
2007 trat Macauley in der USA-Network-Fernsehserie Burn Notice in fünf Episoden in der Rolle des Agent Harris sowie in dem Horrorfilm Thirteen Floors als Blaine Bauer auf.

## Filmografie (Auswahl)
- 1985–1989: Miami Vice (Fernsehserie, 5 Folgen)
- 1989–1991: Superboy (The Adventures of Superboy, Fernsehserie, 3 Folgen)
- 1990: Edward mit den Scherenhänden (Edward Scissorhands)
- 1992: Passagier 57 (Passenger 57)
- 1993: Das Grauen kennt keine Grenzen (Hidden Fears)
- 1993: Ein Cop und ein Halber (Cop and ½)
- 1994–1995: Matlock (Fernsehserie, 5 Folgen)
- 1995–1996: SeaQuest DSV (Fernsehserie, 2 Folgen)
- 1995: Bad Boys – Harte Jungs (Bad Boys)
- 1995: Fair Game
- 1995–1999: Walker, Texas Ranger (Fernsehserie, 3 Folgen)
- 1996: Blood and Wine
- 1997: Zwei Engel mit vier Fäusten (Noi siamo angeli, Fernsehreihe, eine Folge)
- 1997: Contact
- 1998: Palmetto – Dumme sterben nicht aus (Palmetto)
- 1998: Der Guru (Holy Man)
- 1999: Emergency Room – Die Notaufnahme (ER, Fernsehserie, eine Folge)
- 1999: Instinkt (Instinct)
- 2000: Tigerland
- 2002: CSI: Den Tätern auf der Spur (CSI: Crime Scene Investigation, Fernsehserie, eine Folge)
- 2003: Monster
- 2003: 2 Fast 2 Furious
- 2004: The Work and the Glory
- 2004: Wild Things 2
- 2004: The Punisher
- 2005: Transporter – The Mission (Le Transporteur II)
- 2005: Red Eye
- 2006: Prison Break (Fernsehserie, 2 Folgen)
- 2006: The Hawk Is Dying
- 2006: Lonely Hearts Killers
- 2006: Miami Vice
- 2007: Die Vorahnung (Premonition)
- 2007: Walking Tall: The Payback
- 2007–2013: Burn Notice (Fernsehserie, 11 Folgen)
- 2007: Cleaner
- 2008: Ein verhängnisvoller Sommer (The Mysteries of Pittsburgh)
- 2008: Mad Money
- 2008: Marley & Ich (Marley & Me)
- 2009: My Bloody Valentine 3D
- 2009: I Love You Phillip Morris
- 2010: Betty Anne Waters
- 2010: The Glades (Fernsehserie, eine Folge)
- 2011: Seconds Apart
- 2011: Mein Freund, der Delfin (Dolphin Tale)
- 2011: Drive Angry
- 2011: Killer Joe
- 2011–2012: Treme (Fernsehserie, 2 Folgen)
- 2012: Step Up: Miami Heat (Step Up Revolution)
- 2013: Gangster Chronicles (Pawn Shop Chronicles)
- 2015: Careful What You Wish For